# Bogusław Kapelak
Bogusław Stanisław Kapelak (ur. 1956 w Krakowie) – chirurg ogólny oraz kardiochirurg, profesor nauk medycznych.

## Życiorys
W 1975 po uzyskaniu matury w V Liceum Ogólnokształcące im. Augusta Witkowskiego w Krakowie, rozpoczął studia na Wydziale Lekarskim Akademii Medycznej im. Mikołaja Kopernika w Krakowie. Z kardiochirurgią związał się już podczas studiów (od 1980 r.) uczestnicząc w pracy naukowej Studenckiego Koła Naukowego przy Klinice Chirurgii Serca, Naczyń i Transplantologii. Był założycielem tego Koła i jego przewodniczącym w latach 1980–1982.
W 1981 r. ukończył studia na Wydziale Lekarskim AM w Krakowie i podjął swoją pierwszą pracę w Państwowym Szpitalu Klinicznym w Krakowie (1981-1984), a od 1984 r. aż do chwili obecnej pracuje w Klinice Chirurgii Serca, Naczyń i Transplantologii Instytutu Kardiologii CM UJ w Krakowie. W klinice tej, pod kierunkiem prof. Antoniego Dziatkowiaka, a następnie prof. Jerzego Sadowskiego przechodził przez kolejne etapy rozwoju zawodowego i naukowego będąc początkowo asystentem, a następnie adiunktem.
W 1985 r. zdał egzamin specjalizacyjny I stopnia z chirurgii ogólnej, a w 1991 r. II stopnia z kardiochirurgii. Po napisaniu pracy doktorskiej pod kierownictwem prof. Antoniego Dziatkowiaka pt. „Rokownicze znaczenie upośledzonej czynności lewej komory serca dla przebiegu wczesnego okresu po operacjach pomostowania tętnic wieńcowych z zastosowaniem miejscowej hipotermii” w 1994 r. uzyskał stopień doktora nauk medycznych na Wydziale Lekarskim Collegium Medium Uniwersytetu Jagiellońskiego.
W latach 2001–2002 był Kierownikiem Zespołu Przeszczepowego. Od 2005 r. zastępca Kierownika, a od 01.11.2014 r. Kierownik Kliniki Chirurgii Serca Naczyń i Transplantologii IK CM UJ. Od 1 listopada 2015 roku pełni obowiązki Ordynatora Oddziału Klinicznego Chirurgii Serca Naczyń i Transplantologii w Krakowskim Szpitalu Specjalistycznym im. Jana Pawła II.
Stopień doktora habilitowanego, uzyskał w UJ-CM, w 2012 roku. Monografia habilitacyjna pt. „Ostre rozwarstwienia ściany aorty typu I wg De Bakeya – wpływ przetrwałego kanału rzekomego na odległe wyniki operacji” napisana została na podstawie materiału własnego i wieloletniej obserwacji pacjentów operowanych w KChSNiT. Oceniano w niej rozległość rozwarstwienia aorty, drożność kanału rzekomego oraz zmiany zachodzące w aorcie na przestrzeni 11 lat. W pracy habilitacyjnej podjął próbę wypracowania optymalnych zasad postępowania chirurgicznego u chorych z ostrym rozwarstwieniem ściany aorty.
Tytuł naukowy profesora otrzymał decyzją prezydenta RP Andrzeja Dudy w roku 2018.
W trakcie dotychczasowej pracy wykonał samodzielnie ponad 10 000 operacji. Były to operacje tętnic wieńcowych, zastawek serca, tętniaków aorty, a także obwodowych naczyń krwionośnych. Wykonał także ponad 400 transplantacji serca oraz wszczepił kilkadziesiąt długoterminowych systemów wspomagania lewej komory serca LVAD.
Współuczestniczył w wykonaniu po raz pierwszy w świecie:
1. Wszczepienia bezszwowej biologicznej zastawki aortalnej serca u pacjenta poddawanego operacji wymiany zastawki aortalnej (styczeń 2005 r.)
2. Wszczepienia bezszwowej biologicznej zastawki aortalnej serca u pacjenta poddawanego operacji wymiany zastawki aortalnej (styczeń 2010 r.)
3. Wykonania hybrydowej ablacji lewego przedsionka Ex-MAZE III u pacjenta z utrwalonym migotaniem przedsionków (styczeń 2009 r.)
4. Przezskórnergo, epikardialnego zamknięcia uszka lewego przedsionka u pacjentów z wysokim CHADS-score systemem LARIAT (marzec 2009 r.)
5. Wszczepienia nowej stentowej zastawki biloogicznej Edwards z nową platformą obróbki tkanek Resilia (2011 r.)
6. Zewnętrznej plastyki zastawki mitralnej celem zmniejszenia fali zwrotnej w ciężkiej niedomykalności zastawki mitralnej (2013 r.)
7. Wszczepienia żylnego pomostu pokrytego poliuretanem – Neo Graft u pacjenta z chorobą niedokrwienną serca (19.II.2013 r.)
8. Transapikalnego wszczepenia sztucznej biologicznej zastawki mitralnej w ciężkiej niedomykalności (2014 r.)
9. Transapikalnego wszczepienia nici ścięgnistych zastawki mitralnej (2015 r.)
Uczestniczył w wykonaniu po raz pierwszy w Polsce zabiegów operacyjnych takich jak:
1. Wszczepienia pompy levatronix do wspomagania krążenia u pacjentów z niewydolnością krążenia (2003 r.)
2. Torakoskopowej ablacji serca – typu Maze III (2007 r.)
3. Wykonania drogą przeskórną odnerwienia (sympatycznego) okolicy tętnic nerkowych u pacjentów z opornym na leczenie farmakologiczne nadciśnieniem tętniczym (2008 r.)
4. Wszczepienia przez koniuszek lewej komory serca (bez zastosowania krążenia pozaustrojowego) zastawki aortalnej (2008 r.)
5. Użycia kardiopolimerów w operacyjnym leczeniu kardiomiopatii rostrzeniowej serca (2009 r.)
6. Wszczepienia czasowego całkowicie wewnątrznaczyniowego kardiowertera-defibrylatora u pacjentów z prewencją pierwotną (2010 r.)
7. Użycia trzyelementowej aortalnej zastawki nadpierścieniowej (2007 r.)
8. Wszczepienia samodzielnie otwierającego się nowego typu czasowego filtra do żyły próżnej dolnej (2011 r.)
Brał udział w wykonaniu po raz pierwszy w Krakowie:
- transplantacji serca (1988 r.)
- wszczepienia sztucznej komory serca (1996 r.)
- przezskórnego wszczepienia stent-graftu wewnątrzaortalnego (2000 r.)
- przezskórnej plastyce pierścienia zastawki dwudzielnej (2008 r.)

W ramach podnoszenia kwalifikacji i umiejętności odbył roczne staże w zagranicznych ośrodkach kardiochirurgicznych, w latach 1989–1990 w Klinice Kardiochirurgii Dedinje w Belgradzie, 1992-1993 r. w Klinice Kardiochirurgii w Brugii.

## Szkolenia międzynarodowe
Aktywnie uczestniczy w programach naukowych prowadzonych przez klinikę związanych z wprowadzaniem nowatorskich technik operacyjnych w kardiochirurgii w związku z czym odbył wielokrotnie szkolenia w ośrodkach europejskich i amerykańskich.
- 2002 – Szkolenie we wszczepianiu bezstentowych zastawek, Nicea, Francja.
- 2005 – Szkolenie we wszczepianiu dwuelementowych zastawek aortalnych, Francja.
- 2009 – Szkolenie z przezskórnego podwiązywania uszka lewego przedsionka, USA.
- 2009 – Szkolenie we wszczepianiu biopolimerów, USA.
- 2009 – Szkolenie z małoinwazyjnej aneuryzmektomii lewej komory serca, USA.
- 2011 – Szkolenie w zakresie nowych bezszwowych zastawek serca, USA.
- 2013 – Szkolenie we wszczepianiu nowych bezszwowych biologicznych zastawek serca, Minneapolis, USA.
- 2013 – Szkolenie we wszczepianiu w obrębie mięśnia sercowego macierzy celem regeneracji mięśnia sercowego, Atlanta, USA.
- 2014 – Szkolenie w wykonywaniu plastyki zastawki mitralnej z użyciem nowego neopłatka mitalnego. Paryż, Francja.
- 2014 – Szkolenie z przezskórnego wszczepiania nowych biologicznych zastawek mitralnych, San Francisco, USA.
- 2015 – Szkolenie z wszczepiania systemów wspomagania lewej komory serca LVAD Heart Mate 2 – Praga.
- 2015 – Szkolenie z wszczepiania systemów wspomagania lewej komory serca LVAD Heart Wear – Oslo.

## Działalność naukowa
Bezpośredni wpływ na jego zainteresowania naukowe ma praca w Klinice Chirurgii Serca Naczyń i Transplantologii Instytutu Kardiologii CMUJ, w Krakowskim Szpitalu Specjalistycznym im Jana Pawła II, w którym pracuje nieprzerwanie od 35 lat.
Całkowity dorobek naukowy obejmuje 453 publikacji; w tym 107 prac oryginalnych; 27 opisów przypadków; 18 prac poglądowych; 48 rozdziałów w podręcznikach; 1 monografię; 1 pracę popularnonaukową; ponadto 84 streszczeń ze zjazdów międzynarodowych i 114 streszczeń ze zjazdów krajowych; 12 pełnotekstowych publikacji w suplementach czasopism; 2 listy do redakcji; 6 publikacji w badaniach międzynarodowych. Dodatkowo 18 prac nie podlega punktacji ze względu na brak danych o wskaźnikach (prace przed 1999 rokiem) i 15 rozdziałów w monografiach naukowych.
Łączna punktacja Impact Factor wynosi 172,527;, KBN/MNiSW: 1585; IC 613,84.. Współczynnik Hirscha wg bazy Web of Science wynosi 14.
Na dorobek naukowy przed uzyskaniem stopnia doktora habilitowanego składa się 145 prac o łącznej wartości współczynnika impact factor 89,733, natomiast wartość punktacji wg KBN/MNiSW 788 punktów, a IC 504,08.
Dorobek naukowy po habilitacji obejmuje 57 publikacji o łącznej wartości współczynnika impact factor 82,794, natomiast wartość punktacji wg KBN/MNiSW wynosi 797, IC 109,76.
Liczba cytowań wynosi 199.
Uczestniczył jako główny badacz, współbadacz i koordynator w kilkunastu wieloośrodkowych badaniach międzynarodowych. Najważniejszymi są:
- STICH-trial (Surgical Treatments for Ischemic Heart Failure), program badawczy porównujący wyniki chirurgicznego leczenia pacjentów z chorobą niedokrwienną serca pomostowaniem aortalno-wieńcowym bez lub z resekcją lewej komory.
- FREEDOM-trial (REvascularization Evaluation in patients with Diabetes mellitus: Optimal management of Multivessel disease), program badawczy dotyczący pacjentów z chorobą dwu- lub trójnaczyniową serca i cukrzycą, porównujący wyniki leczenia chirurgicznego (CABG) z angioplastyką wieńcową (PCI DES).
- Zastosowanie protezy naczyniowej CardioPass podczas pomostowania aortalno-wieńcowego u pacjentów z niewystarczającym zasobem naczyń autologicznych.
- Porównanie wyników operacji pomostowania aortalno-wieńcowego z użyciem krążenia pozaustrojowego i bez krążenia – „On and Off pump CABG”.
- Zastosowanie bezstentowej, biologicznej zastawki aortalnej 3F-SAVR u ludzi.
- Zastosowanie bezszwowej biologicznej zastawki aortalnej 3F-ENABLE u ludzi.
- Europejskie badanie sztucznej biologicznej zastawki aortalnej Arbor® (TAVS-XX) – EASE.
- Odnerwienie nerek przy użyciu małoinwazyjnego systemu ablacji prądem RF u pacjentów z opornym na leczenie farmakologiczne nadciśnieniem tętniczym i u pacjentów z krańcową niewydolnością nerek.
- Pilotażowe badanie nad bezpieczeństwem stosowania systemu CARILLON™ Mitral Contour System™ w leczeniu niedomykalności zastawki dwudzielnej, CVP-1313-01 Badanie TITAN™.
- Izolacja uszka lewego przedsionka u pacjentów z migotaniem przedsionków i wysokim ryzykiem zatorów.
- Badanie pilotażowe w celu ustalenia bezpieczeństwa i wykonalności Algisyl-LVR™ jako metody rekonstrukcji lewej komory serca u pacjentów z kardiomiopatią rozstrzeniową, poddawanym operacji na otwartym sercu.
- Badanie porównania progu defibrylacji u pacjentów kwalifikowanych do wszczepienia kardiowertera – defibrylatora: InnerPulse™ a tradycyjny ICD-(DTCT).
- Badanie wyników wszczepiania nowych suchych zastawek biologicznych Edwards u ludzi GLX.
- Zamknięcie uszka lewego przedsionka u pacjentów z wysokim CHADS score systemem LARIAT RS.
- Ocena bezpieczeństwa stosowania i wydajności implantu tylnego neo-płatka (PNLI) w leczeniu niedomykalności zastawki mitralnej.
- Pierwsze badanie na ludziach celem wstępnego uznania Angioshield Neo Graft za bezpieczny i skuteczny system, stanowiący mechaniczną osłonę wszczepów żylnych stosowanych w operacjach pomostowania naczyń wieńcowych.

## Kierownictwo projektów badawczych
Był kierownikiem 2 projektów badawczych:
1. UJ CM K/PBW/000063
Wpływ właściwości skrzepu fibrynowego na ryzyko powikłań zakrzepowych i krwotocznych po operacji pomostowania aortalno-wieńcowego w krążeniu pozaustrojowym: rola czynników genetycznych i środowiskowych
Okres realizacji projektu: 18.10.2006 – 17.10.2009
2. UJ CM K/ZDS/000509
Rola interleukin zapalnych i mutacji warunkujących ich ekspresję w generacji trombiny i właściwościach skrzepu u pacjentów po operacji pomostowania aortalno-wieńcowego w krążeniu i bez krążenia pozaustrojowego
Okres realizacji projektu: 2.01.2007 – 31.12.2009
Był także uczestnikiem trzech zakończonych projektów badawczych:
1. KBN 501/G/205, Ocena oporu naczyń płucnych u chorych kwalifikowanych do przeszczepu serca.
Okres realizacji projektu: 1998 – 2002
2. UJ CM K/ZDS/000987: Badania cech fenotypowych komórek oraz ekspresji wybranych czynników wpływających na przebudowę i degenerację ludzkich aortalnych zastawek serca.
Okres realizacji projektu: 02.01.2009 – 31.12.2012
3. 6 ZR 9 2008C/07133 Preoperative dental care and postoperative infection in patients undergoing cardiac surgery – PREVENT.
Okres realizacji projektu: 2009 – 2013
Na chwilę obecną jest uczestnikiem dwóch projektów badawczych – grantów Narodowego Centrum Nauki:
1. SONATA 7 – Wpływ izolacji uszka lewego przedsionka u pacjentów z migotaniem przedsionków na aktywność układu krzepnięcia, aktywność fibrynolizy oraz przepuszczalność skrzepu z uwzględnieniem różnic i zmian w zakresie parametrów krzepnięcia w poszczególnych jamach serca.
2. OPUS 8 – Aktywność układu neurohormonalnego oraz zmiany metaboliczne zachodzące po izolacji uszka lewego przedsionka u chorych z migotaniem przedsionków.

## Współpraca międzynarodowa
Profesor współpracuje z pracownikami następujących instytucji:
1. University of California – San Francisco, USA
2. Riverside Methodist Hospital, Columbus, Ohio, USA
3. University of North Carolina, Chapel Hill, NC, USA
4. Tufts-New England Medical Center and Tufts University, Boston, MA, USA
5. University Medical Center Ljubljana, Ljubljana, Slovenia
6. FirstHealth Arrhythmia Center, FirstHealth Moore Regional Hospital, Pinehurst, NC 28374, USA
7. Klinik für Herz-, Thorax- und Gefässchirurgie, Braunschweig, Germany
8. Department of Cardiothoracic Surgery, Heart and Vessel Center, Bad Bevensen, Germany
9. Department for Thoracic and Cardiovascular Surgery, Johann Wolfgang Goethe University, Frankfurt, Germany
10. Department of Cardiovascular Surgery, University of Berne, Switzerland
11. University Hospital Basel, Clinic for Cardiac Surgery, Basel, Switzerland
12. Baker IDI Heart and Diabetes Institute, Melbourne, Australia
13. The Ohio State University, Columbus, OH, USA
14. Cardiovascular Center Frankfurt, St.Katharinen Hospital, Frankfurt, Germany
15. University of Kansas, Kansas City, USA
16. Maggiore Hospital, Bolonia, Włochy
17. Swedish Heart, Seattle, USA
18. Mayo Clinic, Rochester, USA

## Nagrody i wyróżnienia
- 1989 r. Nagroda Zespołowa Pierwszego Stopnia Ministra Zdrowia i Opieki Społecznej
- 1996 r. Nagroda Zespołowa Ministra Zdrowia i Opieki Społecznej
- 2005 r. Srebrny Krzyż Zasługi[5]
- 2005 r. Specjalista roku w plebiscycie pacjentów organizowanym przez Gazetę Krakowską.
- 2007 r. Medal za wybitne osiągnięcia w dziedzinie kardiochirurgii przyznany przez Samorząd Województwa Małopolskiego
- 2009 r. Nagroda jubileuszowa Rektora CMUJ za 25 lat pracy w uczelni.
- 2009 r. Odznaczenie „Honoris gratia” Prezydenta Miasta Krakowa
- 2011 r. „Złoty skalpel” przyznany przez Puls Medycyny za opracowanie i wdrażanie nowych technik wszczepienia protez biologicznych zastawki aortalnej serca.
- 2012 r. Odznaka honorowa Ministra Zdrowia „Za Zasługi Dla Ochrony Zdrowia”
- 2013 r. Medal z Okazji 10 – lecia Kardiologii Interwencyjnej Wojewódzkiego Szpitala im. Św. Ojca Pio w Przemyślu
- 2017 r. Złoty Krzyż Zasługi[6]
- 2022 r. Krzyż Kawalerski Orderu Odrodzenia Polski[7]
- 2024 r. tytuł honorowego obywatela miasta Koła[8]